# 62e régiment d'artillerie (France)
Le 62e régiment d'artillerie (62e RA) est une unité militaire de l'armée française.

## Création et différentes dénominations
- 1910 : formation du 62e régiment d'artillerie de campagne (62e RAC)
- 1er janvier 1924 :
  - dissolution du 62e RAC
  - création du 62e régiment d'artillerie divisionnaire (62e RAD)
- 1927 : création du 62e régiment d'artillerie d'Afrique (62e RAA) à partir du 3e groupe d'artillerie d'Afrique
- 1946 :
  - dissolution (devient 24e régiment d'artillerie blindée)
  - nouvelle formation sous le nom de Ier groupe du 62e régiment d'artillerie d'Afrique (I/62e RAA)
- 1958 : renommé 62e régiment d'artillerie (62e RA)
- février 1959 : dissolution
- mai 1959 : nouvelle formation du 62e RA
- 1962 : dissolution

## Chefs de corps
- 1942 : Colonel Devinck
- 1er juin 1942 - 20 juin 1943 : Colonel Besançon

## Histoire

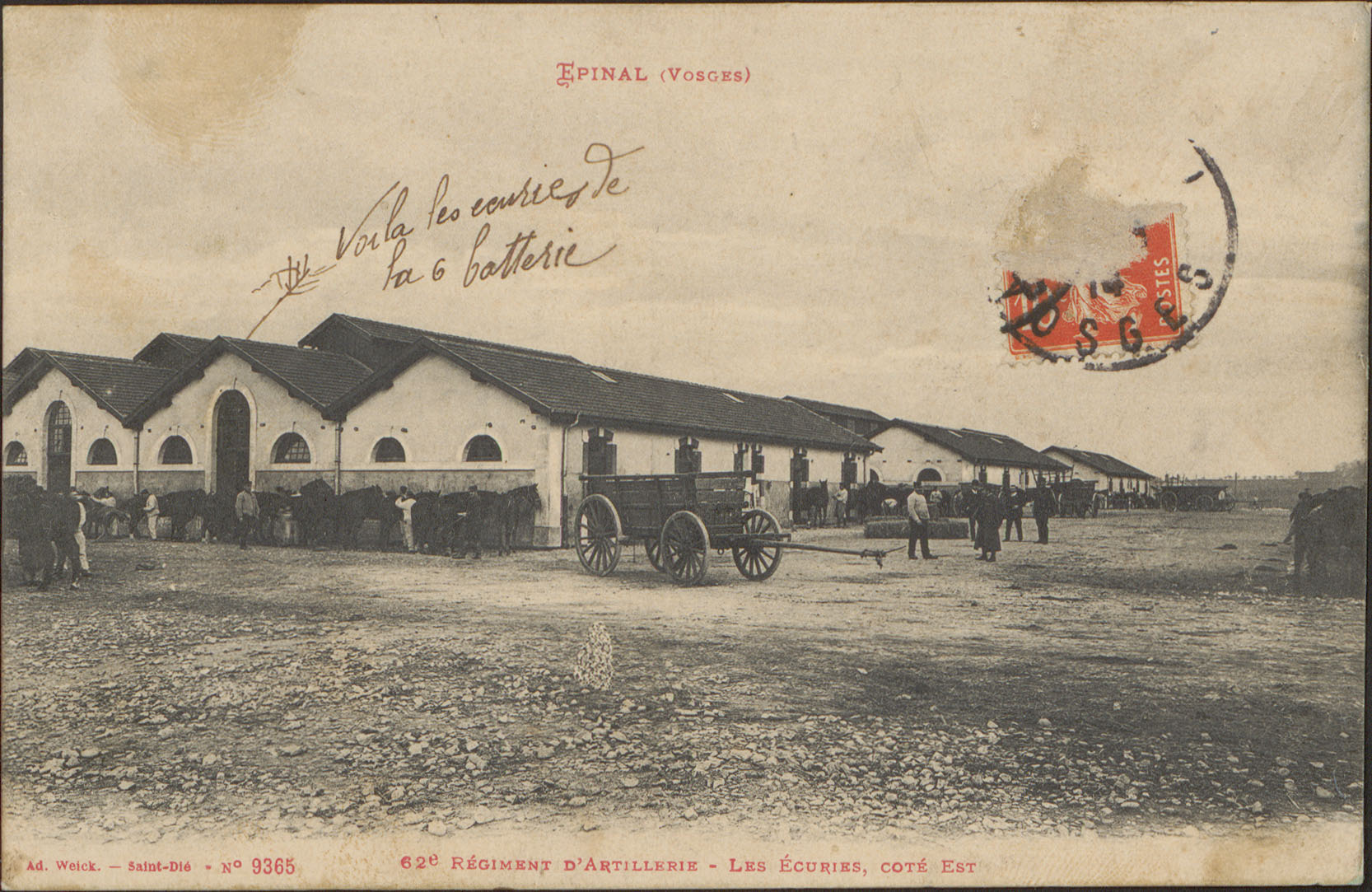
vers 1909-1914.

### Formation
C'est au début du XXe siècle, le 24 décembre 1909, sous la Troisième République, au moment d'une réorganisation de l'artillerie qu'est décidée la création du 62e régiment d'artillerie de campagne, réalisée en 1910. Il est alors constitué de deux groupes : le 1er groupe à Remiremont et le 2e groupe à Bruyères, ce régiment est affecté à la 41e DI.

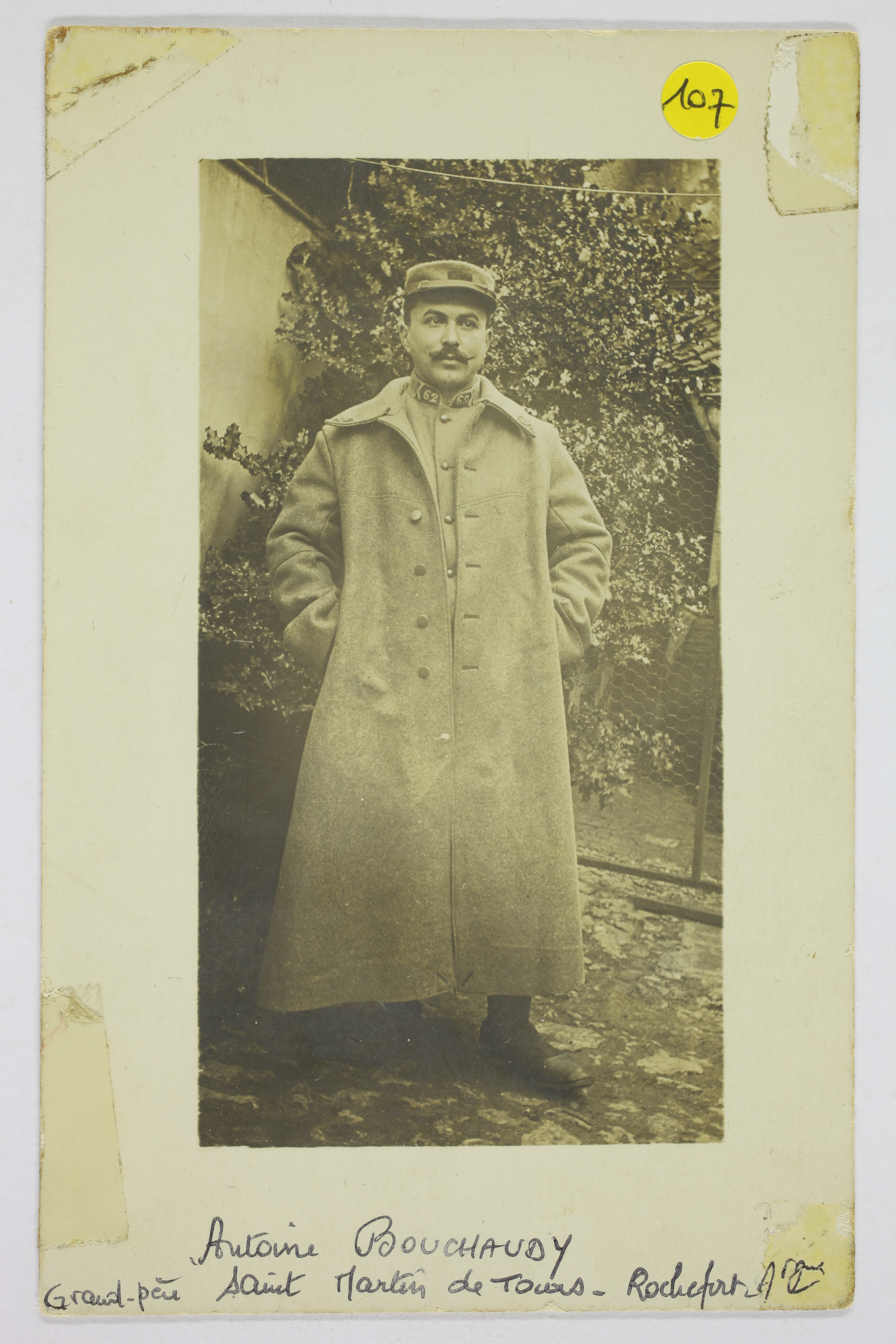
Portrait d'un artilleur du vers 1915-1916.

Casernement en 1914 la 1re à la 6e batteries à Épinal puis la 7e à la 9e à Bruyères. Il appartient à la 19e brigade d'artillerie puis à la 13e division d'infanterie. Sous le nom de 62e régiment d'artillerie de campagne.
Le régiment est doté du fameux Canon de 75 mm modèle 1897.
Le 62e RA utilise un matériel exceptionnel par sa robustesse, sa précision et la simplicité de sa mise en œuvre[réf. nécessaire] ; notamment en 1914 à Épinal et Rambervillers lorsque le décret de mobilisation est communiqué au régiment. C'est en qualité d'artillerie de la 13e division qu'il est sur tous les fronts : Vosges, Aisne[réf. nécessaire].

#### 1914
- 25 août - 4 septembre : Bataille du col de la Chipotte
- Bataille de la Marne

#### 1917

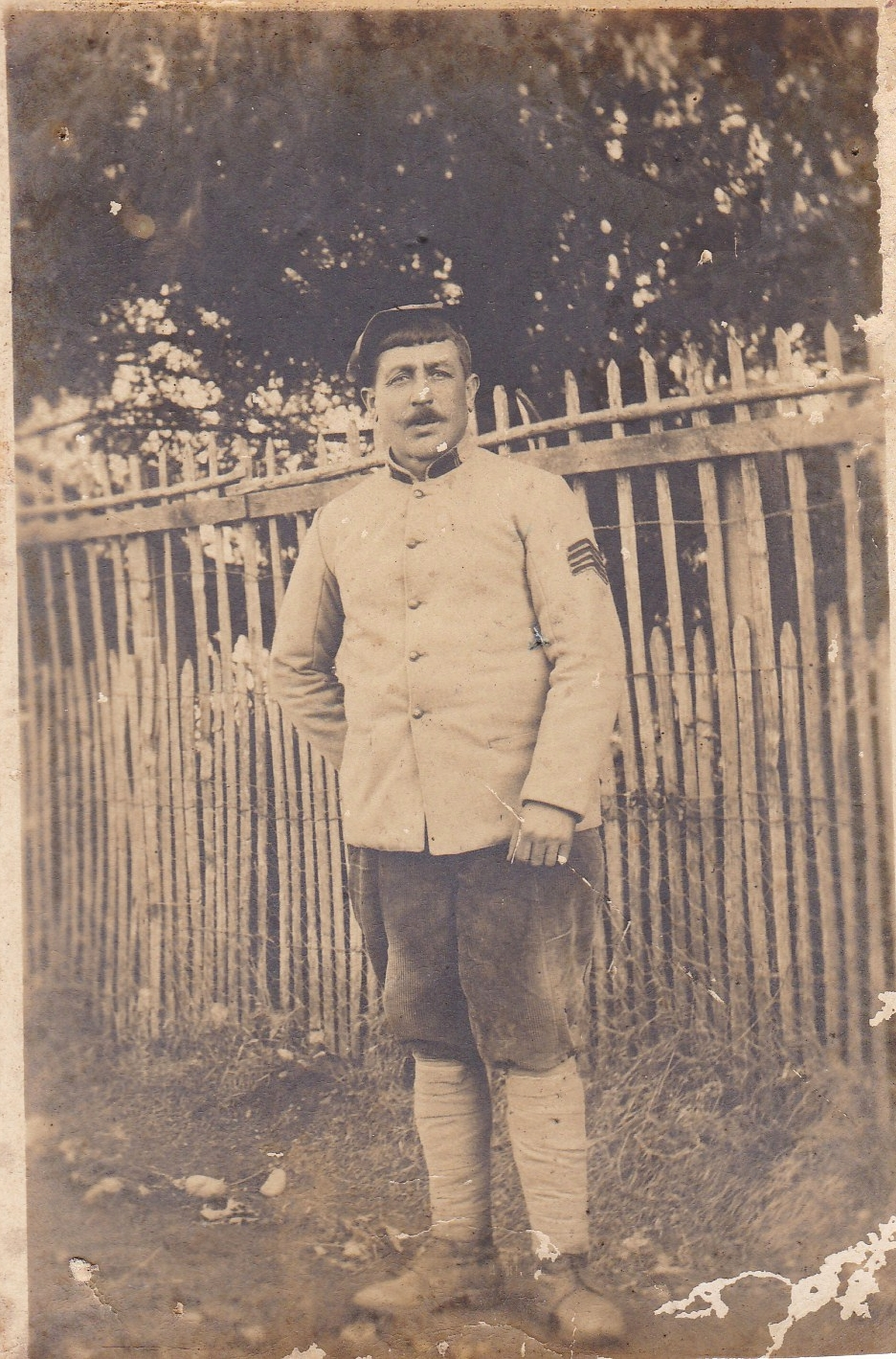
Portrait d'un artilleur du en 1917.

#### 1916
Bataille de Verdun (1916)

#### 1918
En 1918 il est engagé dans la 3e bataille de l'Aisne puis de Champagne où son comportement au cours des violents combats des 14 et 15 juillet lui vaut une nouvelle citation à l'ordre de l'armée ainsi que le droit au port de la fourragère aux couleurs de la croix de guerre.

### Entre-deux-guerres
En garnison à Saint-Dié jusqu'en 1920, il prend ensuite garnison à Haguenau (ses premiers éléments rejoignent à partir de 1919)[réf. nécessaire].
Le 62e RAC est dissous lors de la réorganisation de l'artillerie décidée en 1923 et appliquée le 1er janvier 1924. L'ancien régiment donne naissance 120e régiment d'artillerie lourde à Épinal et Remiremont. En même temps, le 62e régiment d'artillerie divisionnaire est constitué à partir du 221e régiment d'artillerie. Le nouveau régiment fait partie du 33e corps d'armée, à l'armée du Rhin.
Il est ensuite recréé en Tunisie le 1er mai 1927, comme 62e régiment d'artillerie d'Afrique, à partir des 5e et 15e groupes autonomes d'artillerie d'Afrique. Il est stationn.

### Seconde Guerre mondiale

#### Campagne de France
Il rejoint la France en mai 1940. Le 9 juin, il appuie les troupes à Vernon, le 16 à Blois, le 22 à la Roche-Posay et le 25 l'armistice le surprend à Bergerac. Il est alors contraint d'arrêter les combats.

#### Afrique du Nord
Revenu à Tunis fin août il s'illustre pendant les campagnes de Tunisie.

#### Libération de la France et de l'Allemagne
France et d'Allemagne, les divisions débarquées en Normandie et les divisions débarquées en Provence se rejoignent entre Rouffach et Hattstatt près de Colmar. La boucle est bouclée. Le 19 novembre 1944, le II/68e Régiment d’Artillerie d’Afrique du Combat Command 3, en batterie dans la forêt de la Hardt expédie le premier obus français depuis 1940 par-dessus le Rhin sur l’Allemagne au Pont de Chalampé sur le village de Kirchen vers Mulheim. Les automoteurs du 62e terminent l’encerclement des troupes allemandes après les combats d’Altkirch et de Dannemarie, Le 64e participe à la libération de Strasbourg, le serment de Leclerc à Koufra est accompli.
Traversant le Rhin, le 62e participe à la prise de Stuttgart et le 64e détruit le 18e Corps Schutstaffen SS réfugié en Forêt Noire vers Villingen aux bords du lac de Constance. La capitulation de l’Allemagne stoppe le 68e au bord du Danube où il trempe ses fanions pour commémorer la Victoire.
Le 62e après avoir appuyé le franchissement du Rhin, il atteint la frontière autrichienne. En six mois le 62e a tiré 300 000 coups de canons, capturé 1 500 hommes et infligé des pertes écrasantes à l'ennemi.
Le 62e régiment d'artillerie d'Afrique faisait partie des armées de la victoire en 1945 au sein de la 5e division blindée.

### De 1945 à nos jours
Le régiment est dissout le 1er août 1946, devenant le 24e régiment d'artillerie blindée.
Revenu en Tunisie en 1946 il est dissous en 1959 puis recréé cinq mois plus tard en Algérie.
Rentré en métropole, il est de nouveau dissous en 1962. En 1984 l'étendard du 62e RA est confié au 32e Groupement de Camp de Mailly-le-Camp.

## Étendard
Il porte, cousues en lettres d'or dans ses plis, les inscriptions suivantes, :
- Verdun 1916
- La Malmaison 1917
- Champagne 1918
- Djebel Zaghouan 1943
- Stuttgart 1945
- AFN 1952-1962

## Décorations
Sa cravate est décorée :
- De la Croix de guerre 1914-1918 avec deux citations à l'ordre de l'armée.
- De la Croix de guerre 1939-1945 avec deux citations à l'ordre de l'armée.

il a le droit au port de la fourragère aux couleurs du ruban de la Croix de Guerre 1914-1918.

## Sources et bibliographie
- Service historique de la Défense archives de la sous-série 2H (archives de Tunisie), cartons 112 et 113
- Histoire de l'armée française, Pierre Montagnon.
- Historique de l'artillerie française, H. Kauffert.
- Historique du 62e régiment d'artillerie : campagne 1914-1918, Paris, Chapelot, 80 p., lire en ligne sur Gallica.